# Neope moorei
Neope moorei är en fjärilsart som beskrevs av Butler 1867. Neope moorei ingår i släktet Neope och familjen praktfjärilar. Inga underarter finns listade i Catalogue of Life.